# Idaea oranaria
Idaea oranaria là một loài bướm đêm trong họ Geometridae.